# Порубово
Пору́бово (рос. Порубово) — присілок у складі Афанасьєвського району Кіровської області, Росія. Входить до складу Ічетовкінського сільського поселення.
Населення становить 153 особи (2010, 185 у 2002).
Національний склад станом на 2002 рік — росіяни 94 %.